# M60機関銃
M60機関銃 (M60 Machine Gun) は、アメリカ合衆国の機関銃である。1950年代後半からアメリカ軍の代表的な汎用機関銃として、ベトナム戦争をはじめとして多くの実戦で使用された。

## 概要
M60は、M16よりも大口径の銃弾を、高い発射速度で長射程に発射することができ、長距離戦闘でも近接戦でも、攻撃にも防御にも有効な兵器で、分隊支援火器として戦術に多様な形で組み込むことができる。
ベトナム戦争をはじめ、多くの記録や小説、映画や映像などに登場する。
現在のアメリカ軍においては後継機種に置き換えられつつあるが、いまだ様々な用途で残っている。オーストラリアなどいくつかの国では現在も使用されており、生産も継続している。

## 開発
アメリカ陸軍は、軽機関銃の開発に立ち遅れ、歩兵分隊単体の火力においては各国に劣っていた。
M60の開発は、新型7.62mm軽機関銃（lighter 7.62 mm machine gun）として、1940年代の後半から始まった。設計には、それ以前の優れた武器のものを積極的に取り入れ、独自の改良を加えた。具体的には次の事項のようなものである。
- プレス工法の積極的取り入れ：ショーシャ軽機関銃（第一次世界大戦で最も大量に生産された）
- ベルト給弾方式：ブローニングM1919重機関銃（A6型ないし、その後のモデル）
- ベルト給弾の機械的構造：MG42機関銃
- バレルの素早い交換：チェコのZB26軽機関銃（銃身と銃との結合を解除する方法は両者で異なり、ZB26では固定具付きの大型レバーを大きな角度で引き起こすのに対し、M60では小型レバーを回す）
- 銃把（ピストルグリップ）と銃床（ストック）

また、M60はガスオペレーション方式を採用しているが、これはFG42を参考にしたと言われており、ガスピストンに固定された撃針など構造が類似する。また、ある資料ではルイス軽機関銃の機構を借りたものとも言われている。部隊配備は1957年より開始された。

## 設計
M60は、7.62x51mm NATO弾を使用するガス圧作動、空冷、ベルト給弾方式の機関銃であり、オープンボルト位置から薬室にNATO弾を装填する。弾薬は、金属製分割式リンクで連結された100発単位のベルトで給弾される。また、機関部左側面に装着する弾薬ボックスが存在し、一人で移動しながらの射撃などではほぼ必須である。
他の武器と同様、立射、膝射、腰だめ射撃ができるが、M60は重く、支持架なしでの射撃は照準が難しい。最も使用効果が高いのは二脚を使用した伏射か、三脚に載せて3発から5発までのバースト射撃を行った場合である。オプションの三脚を使用した場合、1,100mが有効射程となる。また、標準装備の二脚を使用した場合では800mが有効射程に、点標的に対しては600m、移動する標的に対しては200mが有効射程となる。アメリカ海兵隊の方針では、銃手が熟練している場合、M60やそれと同等クラスの武器は面射撃や制圧射撃で1,500mが有効射程とされている。
全長に渡って直線的な形状であり、操作ロッドやバッファなど機関部の一部が銃床の中に収納されているためブルパップ方式に類似した構造となっており、全長を短くすることに成功している。大きなグリップは腰の位置で持ち運ぶのに非常に便利である。また、実弾を工具代わりに使って分解できる。二脚には放熱板が付属し、折り畳んだ状態で銃身の空冷フィンの代用となる。

### 設計への批判と問題点
M60は、アバディーン試験場でテストされた時には極めて有効な兵器と評価された。しかし、すぐに投入された東南アジアのジャングルでは、初期型はすぐに数々の問題点を露呈した。重さ自体が問題だったという批判も少なくないが、同時代の7.62mm機関銃の中では最も軽く、代替品のM240より軽いほどである。
本銃の評価は良いものから悪いものまで幅広いが、ガスオペレーションシステムの複雑さに起因する信頼性の低さは、この銃に関する共通の批判であった。ベトナムの実戦部隊からの最も一般的な苦情は、M60は信頼性が低く、特に長期間使用を続けて汚れた時にジャム（弾詰まり）を起こしたり、他の動作不良を起こしたりしがちということであった。M60の機関部は複雑で、砂埃で即座に動作が停止してしまう傾向がある。このことは、イスラエル国防軍がM60を不採用とした最も重要な理由の一つとなった。特に汚れが酷い時には、空薬莢の排出不良を起こしがちで、たいていはリムがちぎれた空薬莢が薬室に残ってしまう。こうした場合には銃身から棒を突き入れるなどして、空薬莢を手作業で抜き出さねばならない。この処置には時間がかかった。
ボルトが作動にともなって摩耗しやすく、ボルトの前進位置すなわち頭部間隙（ヘッドスペース）が狂うと、空薬莢が破断する事故につながった。戦闘中に空薬莢が破断して、前半部分が薬室の中に残った場合には、銃身そのものを交換しなければならない。
ジャングルでない普通の状態でも、数千発を発射するとしばしば弾詰まりを起こした。これは、実戦においては非常に深刻な問題である。ベトナム戦争時のM60の写真には、レーションの丸い空き缶を給弾トレイの脇に括りつけている物が良く見られるが、これは、弾帯の流れ込みをスムーズにするための現地での工夫だった。
この機関銃は、ブローニングM1918自動小銃（BAR）よりも清掃とメンテナンスが難しかった。安全装置（セーフティ）は扱いが厄介で、他の銃では発射準備時にセーフティを下に移動させるが、本銃では上に移動させるようになっており、M16やM1911A1に慣れた兵士には誤操作の原因となった。
バレル・ラッチ機構（小レバーを前後に回す）は、射手の装備に引っかかり、ラッチが意図せずに閉鎖を解いてしまい、バレルが脱落するという結果を引き起こしがちであった。このレバー機構の回転軸には、押して解除できるロックボタンが追加された。しかし、レバー機構そのものは未だに残っており、この銃が制式採用されてから60年間経った今でもこの問題は再発している。
グリップとトリガーのアセンブリは、他の設計でよくある取り外し可能ピンではなく、壊れやすい板バネクリップで取り付けられている。このクリップは、最初に試験場で試験された時に、壊れやすいことを指摘されたことが知られている。戦地でのM60は粘着テープやケーブル結束タイが付いているのが時々見受けられるが、これは、クリップが壊れたために現地部隊が取り付けたものである。
初期のM60における最も深刻で致命的な部品は、レシーバー・カバーと給弾トレイである。これらはプレス加工された薄い鉄板で、無理な力を加えると容易に歪んだり破損した。強化部品が供給されるようになったのは1970年代初期である。さらに、初期のM60では部品の軽量化のため、ドライビング・スプリング・ガイドとオペレーティング・ロッドが細すぎ、また、ピストン・ヘッドの後ろにあるガス・ピストンは非常に小さく、いずれも脆弱で破損しやすかった。1970年代には強化部品に変更され、緩慢ながら代替されていった。
銃身下のガス・シリンダーにはピストンが内蔵され、前後はプラグでふさがれていた。プラグはバネ式のリテーナーで留められていたが緩みやすく、前方のプラグが射撃中に外れて飛んでしまう事も多発したため、現地部隊では脱落、紛失防止として針金を巻いて固定する予防策が流行した。ガスピストンは誤って前後逆向きに組み込むことができ、そうした場合にはガス圧で作動できず単発銃の状態になってしまう。
ボルトを後退位置で止めるシアが摩耗しやすいため、射手が射撃中にトリガーを緩めてもシアとボルトがスリップしてしまい、フルオート射撃が止まらなくなる事故の原因となった。
他のいくつかのバージョンのM60における問題として、FN MAGやPK、ラインメタルMG3など銃身が交換可能な7.62mm汎用機関銃の二脚がガス・シリンダーまたは銃身覆いに取り付けられていたのに対してM60では銃身に付けられていた。これは、命中精度に影響するので、のちに強化銃身に変更された。
アメリカ海兵隊の大部分の部隊ではM60を信頼せず、代用にいったん制式から外されたブローニング自動小銃（BAR）を1967年-1968年まで公式に使い続けていた。1980年代半ばには海兵隊仕様のM60も8.61kgに軽量化されて、わずかながら信頼性の改良を含む設計が施されたM60E3が支給された。しかしながら、部隊からはすぐに銃身の過熱について苦情が出た。これは、他のM60と共通の問題である。

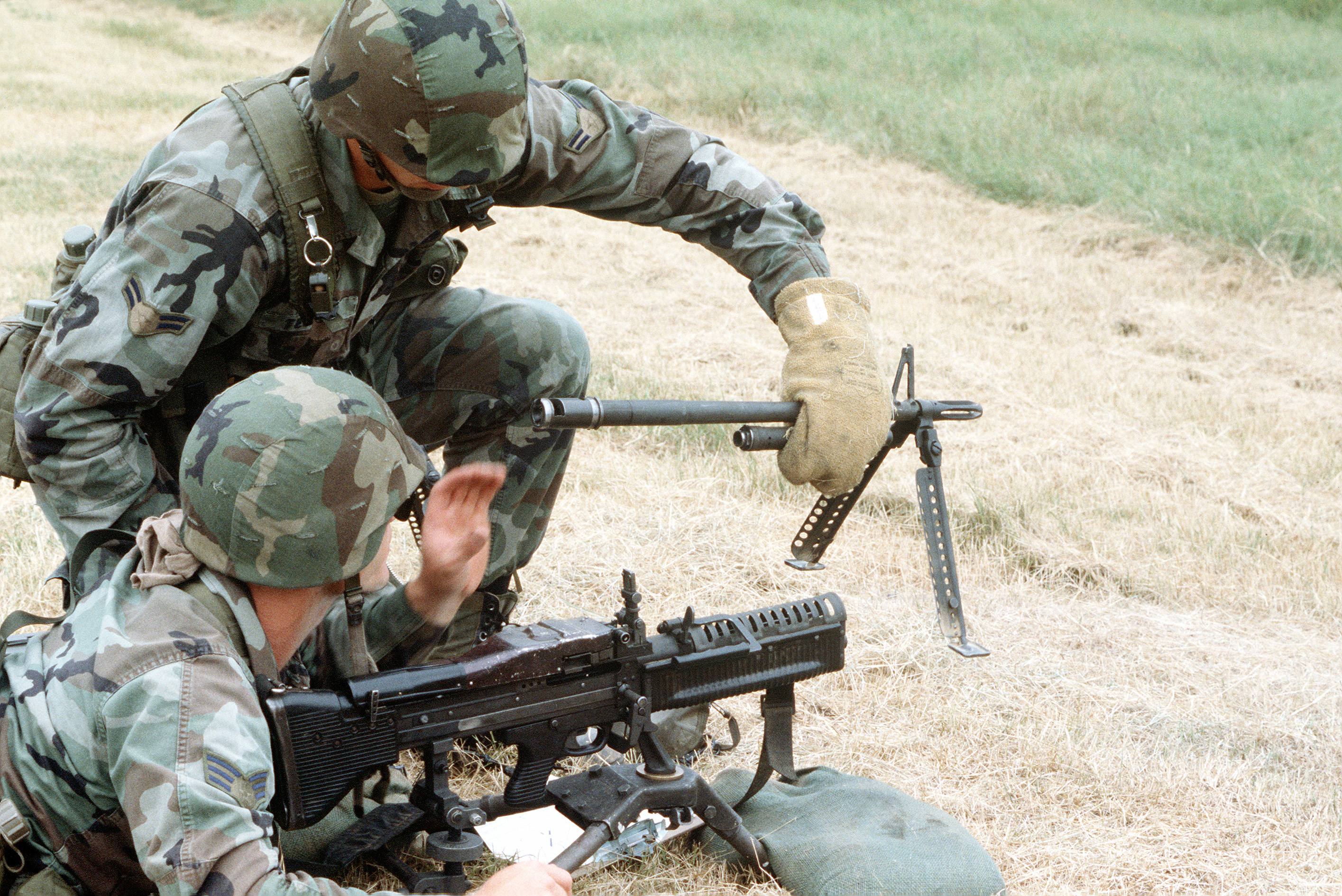
M60機関銃の銃身交換では、耐熱手袋を用いて、二脚が付いた銃身を取り扱わねばならない

これまでは銃身交換のタイミングが200発の持続発射だったところ、M60E3の軽量銃身は100発の持続発射で交換しなければならない。M60では銃身側に取り扱い用のハンドルがなく、射撃後に外した銃身を取り扱うためには耐熱手袋が必要である。また銃身には二脚が付属しているため、三脚を使わない限り、銃身交換作業の際には銃本体を手で支えるか、地面に横たえねばならない。予備銃身にはガスシステムと二脚が付属するため、常に持ち運ぶには重くかさばる。しかし、M60E3では二脚が銃本体側へ、またハンドルが銃身後部へ移されたので、銃を二脚で地面等に据えたままで、ハンドルを使って耐熱手袋無しに銃身を交換することができるようになった。
この機関銃のM249軽機関銃への更新は1980年代から始まった。また、1991年に制式採用されたM240機関銃（FN MAGのライセンス生産品）への交換が20世紀の終わり頃から始まった。M240はM60よりはるかに重いが、その高い信頼性から重用されている。しかしながら、多数のM60がアメリカ陸軍予備役部隊と州兵部隊で使われ続け、また、米軍特殊部隊において7.62mm機関銃として1990年代の終わり頃まで、さらに、SEALs（アメリカ海軍特殊部隊）によって1990年代から最近まで使われ続けた。また、航空機、艦船やヘリ用ドアガンとしても配備が継続されているが、耐用年限到達に伴い、M240の各バージョンに段階的に更新されている。最終的には、残存するM60と現役のM240は双方とも、新開発の軽量型7.62mm機関銃と代替予定となっている。

## 弾薬
M60シリーズは、多様な弾薬を発射することができる。最も一般的なのがM61徹甲弾（AP弾）、M62曳光弾、M80通常弾、そして、M63模擬弾とM82空包である。弾芯がタングステンでできた新しいM993徹甲弾もM60で使用することができるが、部隊にはかなり後まで支給されなかった。空包を連射で発射する場合には発射速度に応じてM13またはM13A1空包アダプター（Blank Firing Adapter=BFA）を取り付ける必要がある。これらの弾薬は、すべてNATO標準の金属製分割リンクで供給される。
M60の標準的な戦闘時の弾薬配列は、4発のM80通常弾に対して1発のM62曳光弾である。4:1の配置は射手が標的に対し「着弾を歩かせる」ことを可能とする。しかし、曳光弾は通常弾と重量が異なり、曳光剤の燃焼にともなって軽くなってゆくため、必ずしも通常弾と同じ弾道を描くとは限らない。曳光弾は最短300mで燃え尽きてしまうため、曳光弾が見えなくなるはるか先の800mを超える範囲に通常弾が着弾していることがある。この問題は7.62mm、およびこれより小さい口径（5.56mmを使用するM249軽機関銃など）では共通の問題である。
歩兵分隊では基本的に、一丁あたり600-900発を携帯する。これは、およそ2分間弱の連続射撃ができる弾数である。一人よりも射手と弾薬手の二人で運用した方が効果が高いが、人員の関係で分隊でいちばん体格のよい者が機関銃手に任命され、本銃と弾薬を携行した。映画にみられる弾帯を体に巻きつける方法は、リンクのねじれなどが頻発し、実用的でなかった。
弾薬一覧
- M61徹甲弾（AP = Armor Piercing）
- M62曳光弾（tracer）
- M80通常弾（ball）
- M82空包（blank、空包発射用アタッチメントの取り付けが必要）
- M63模擬弾（dummy）

これらはM13 リンクで連結される。リンクは射撃後に自動的に分解され、空薬莢とは別の開口部から排出される。

## 派生型
M60は、初期の設計に由来する問題を改善しながら長期に亘って生産されたため、多数の派生型が存在する。別に、ヘリコプターと戦車搭載用に開発された二つのバージョン（M60CとM60D）がある。

### T161
M60の開発名称で、このタイプが制式化されるまでの1950年代の分類。プロトタイプ版、および競作に勝った最終テストモデル（T161E3）まで含む。
1950年代のT161（特にT161E3）とT52の競作の結果、T161が採用された。両方とも同様の給弾機構とガス・オペレーションシステムを採用していたが、T161の方がより量産に適していると判断された。

### M60

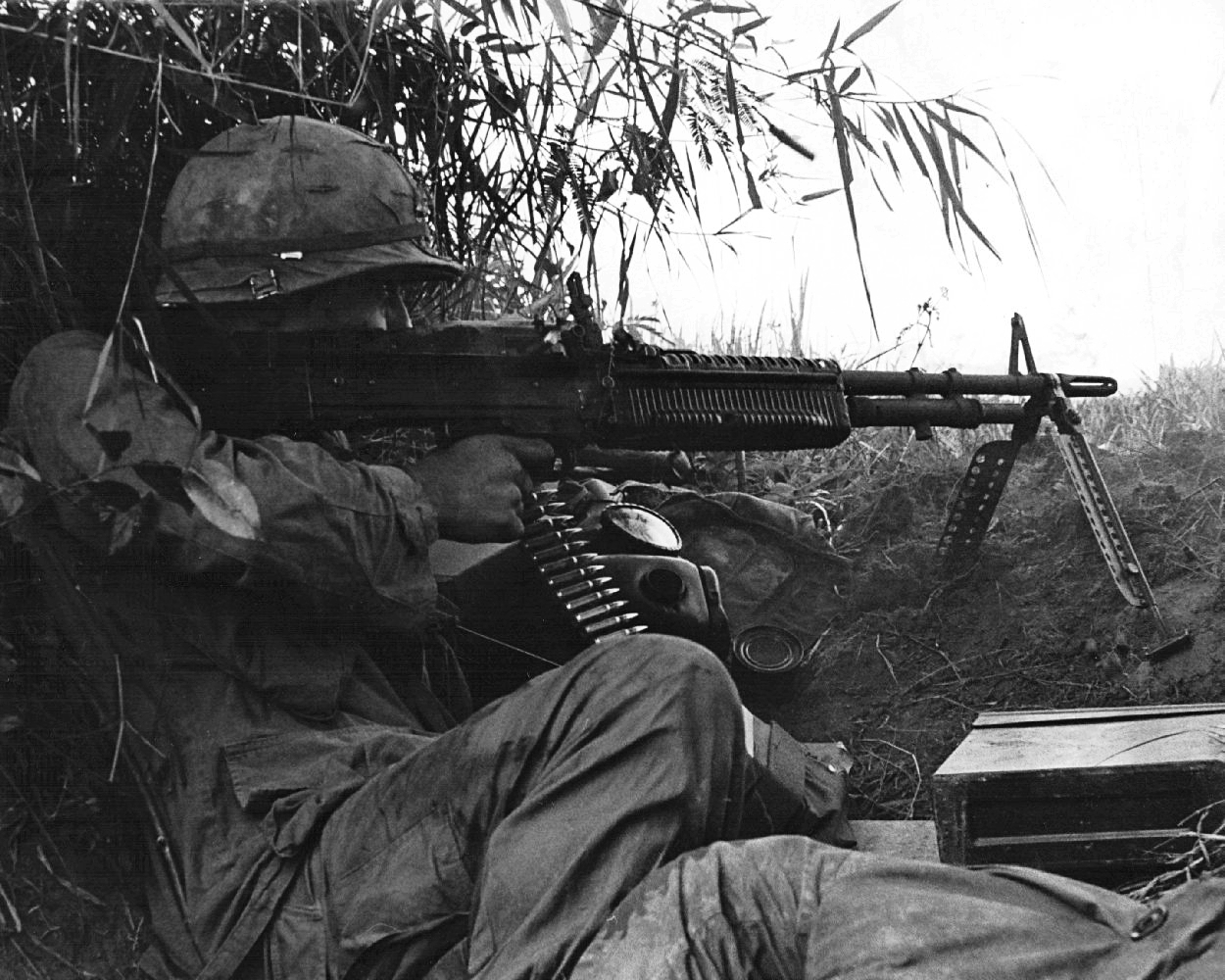
M60機関銃を射撃する第101空挺師団の兵士（ベトナム戦争）

基本型。1950年代の終わりにアメリカ陸軍で制式化された。この時点では、歩兵用途のみ想定されていた。

### M60E1
M60E1は、M60基本型の最初のバージョンである。主な変更点は、ガス・シリンダーと銃身、二脚の接続方式で、基本型ではこれらはすべて接続されていた。
いくつかの資料では、M60E1は制式採用されなかったと記述しているが、異なる記述の資料もある。M60E1自体は量産に組み入れられなかったものの、その後のバージョンに影響を与えている。
また、1966年からは、M60E1のいくつかの改良点に基づいてM60が改修されている。もう一つの大きな変更点は、二脚の取り付け位置が（M60E3のように）バレルでなくガス・チューブに移されたことである。E3/E4のような、前方の垂直グリップは取り付けられていない。

### M60E2

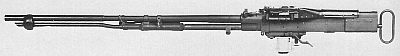
M60E2（長銃身型）。ストックやフォアストック、トリガーグリップなどが省略されている
レシーバー後端の楕円形の輪はコッキングハンドル

M60E2は、同軸機銃など、装甲車両への取り付けを目的として開発され、M48A5やM60などのパットンシリーズ、韓国のK1戦車で使われた。
主な変更点としては、外装の大幅な省略、銃床や銃把の取り外しなどである。銃身の下のガス・チューブは、ピストン作動後のガスを車内に排出しないようにバレルに沿って延長されており、銃口の真下から排出されるようになっている。また、歩兵用と同じ銃身を持つ通常型（銃身長 22インチ(54.5cm）と車両の装備位置に合わせて銃身とガスチューブに延長被筒を装着した長銃身型（銃身部全長 30インチ(76.2cm）がある。
発射は通常はソレノイドを用いて電気的に行うが、手動で撃発させるバックアップ用手動トリガーも装備されている。弾薬の供給にはメタルループ（金属で弾帯を誘導する部品）を使用している。
M60E2は1970年代の試験で平均故障間隔（MTBF）は1,669時間と判定されたが、これはFN MAGよりも悪い数値であるため、1977年から車両同軸機銃としてはM240への置き換えが進められた。

### M60E3

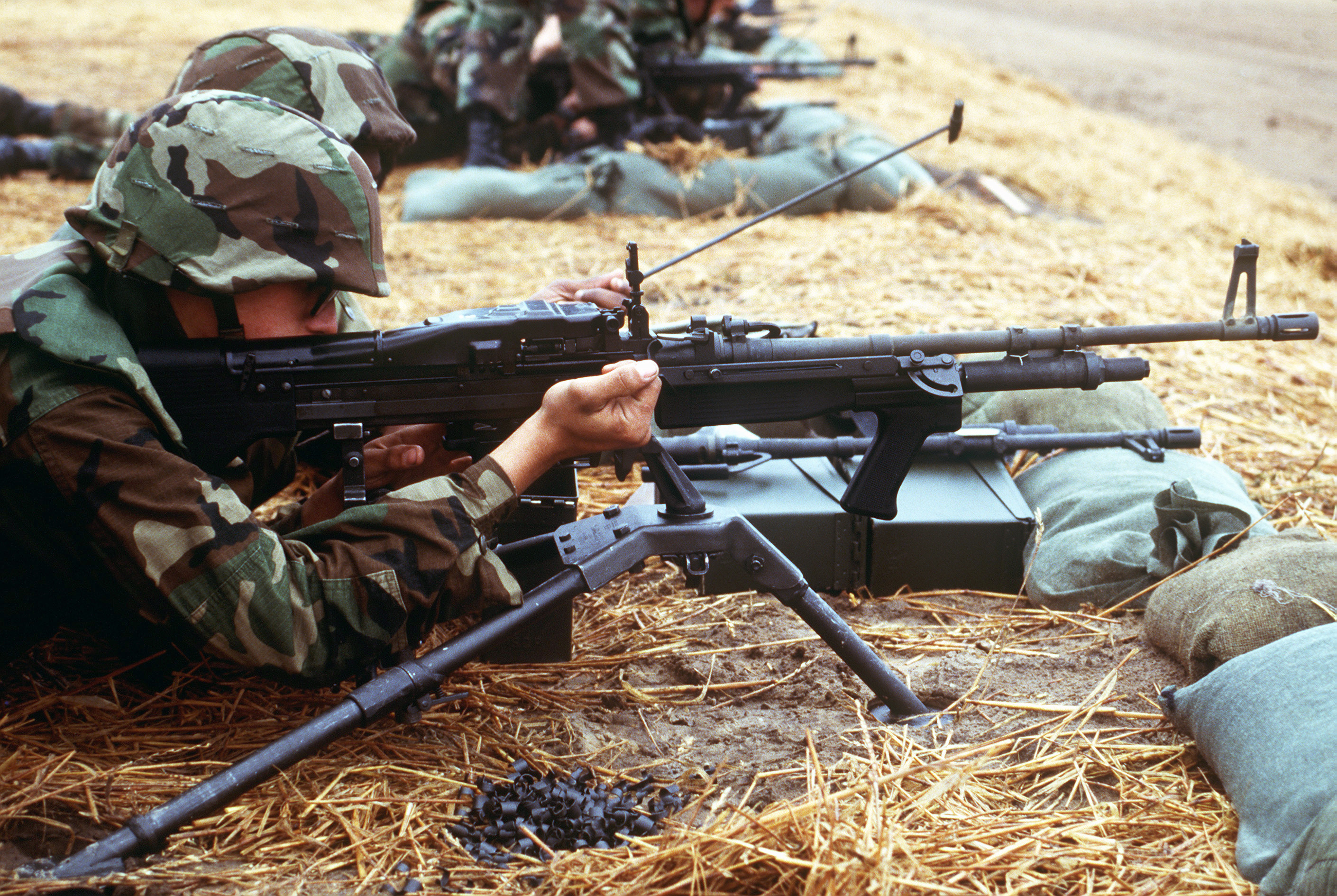
M60E3。フォアストックの形状が変更され、二脚の設置場所も変更されている

M60E3は、初期のM60の数々の問題点を解決したものとして、1986年頃から歩兵用火器として実戦配備された。これは、軽量で「改修された」バージョンとして、射手の負担を軽くする目的もあった。それまでの同シリーズとは異なり、数々の現代的な改良がなされている。
- レシーバー部に取り付けられた、より安定した二脚
- 左右どちらの利き手にも対応
- 汎用スリング（負い革）アタッチメント
- 銃身の上にキャリング・ハンドルを取り付け
- ガス・システムを簡略化
- 前方に垂直銃把（ピストルグリップ）を取り付け

しかしながら、これらは改良された点と同じぐらい問題を引き起こした。また、銃身が軽くなったが、この銃身では200発を連続射撃することは危険となった。このような連続射撃はすぐにオーバーヒートを引き起こし、銃を使用不能にしてしまう。しかし、複数の兵士は連続射撃が可能であると証言している。この銃身のライナーにステライト合金が使われたことが、このことを可能にしたと考えられる。
これらの軽量化は銃自体の寿命も短くしてしまい、基本型よりも部品がすぐに摩耗・破損する傾向にあった。アメリカ陸軍とアメリカ海兵隊の大部分の部隊は、汎用機関銃としてM240に切り替えた。これは、M60E3より2.7kg重いが、特に使用環境が過酷な場合など、その頑丈さと信頼性からより好まれているようである。
M60E3には、銃身が重いタイプと軽いタイプの、二つのタイプがある。

### M60E4 (Mk 43 Mod 0)

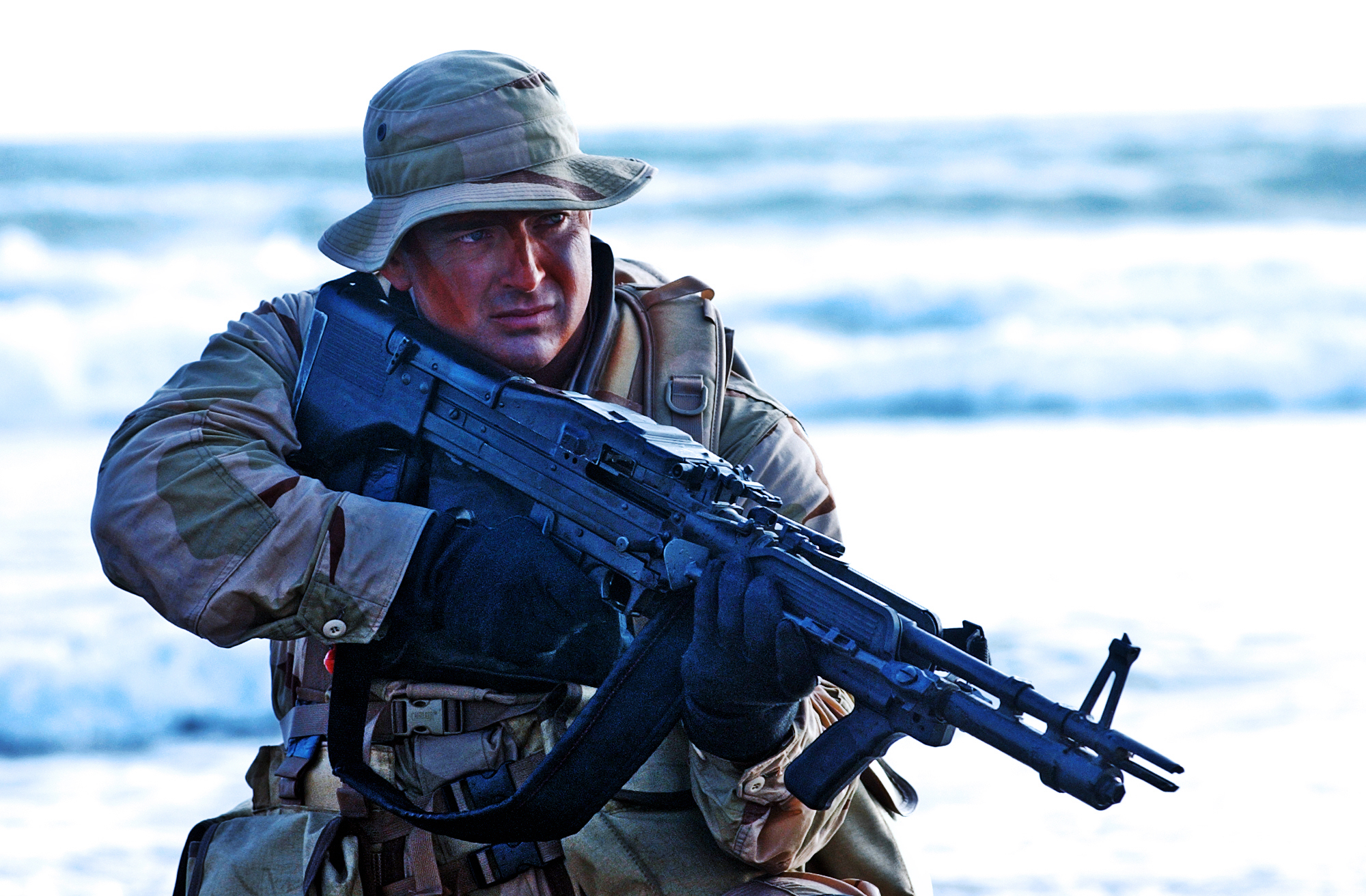
M60E4を持つSEALs隊員。M60E3よりも銃身が短い

M60E4は、M60E3のコンパクト版である。M60E3の短銃身版に見えるが、より多くの改良点が含まれている。特徴としては、改良された照準、銃床、二脚が取り付けられ、内部機構もより信頼性を上げたものである。
このバージョンは、海軍ではMk.43 Mod0として制式化されているが、M60E4と同じものである。
旧型のM60は、米国陸軍が製造する変換キットを使用してM60E4 / Mk43にアップグレードすることができる。
Mk43機関銃は、2000年以来米国陸軍（USORD）により生産され、現在、米国陸軍（USORD）のみにより製造されている。
1990年代、M60E4はアメリカ陸軍の歩兵用支援火器の次期トライアルで、M240E4と競合。M240E4はM60E4より重いが、試験により信頼性が確認され、M240E4が採用された。
Mk.43 Mod1は、M60E4 (Mk.43 Mod0)の修正版で、より短い銃身と、垂直銃把の変更、レールの改良が行われている。
M60E4仕様
歩兵向け
- 短銃身：重量：22.5ポンド（10.2kg）、長さ：37.7インチ（95.8cm）
- 長銃身：重量：23.1ポンド（10.5kg）、長さ：42.4インチ（108.4cm）
- 突撃銃身：重量：21.3ポンド（9.66kg）、長さ：37.0インチ（94.0cm）
- 幅：4.8インチ（12.2cm）

車載・船載マウント向け
- 重量：22.7ポンド（10.3kg）、長さ：43.5インチ（110.0cm）、幅：5.9インチ（15.0cm）

同軸
- 重量：21.2ポンド（9.62kg）、長さ：42.3インチ（107.0cm）、幅：4.8インチ（12.2cm）

### M60E6

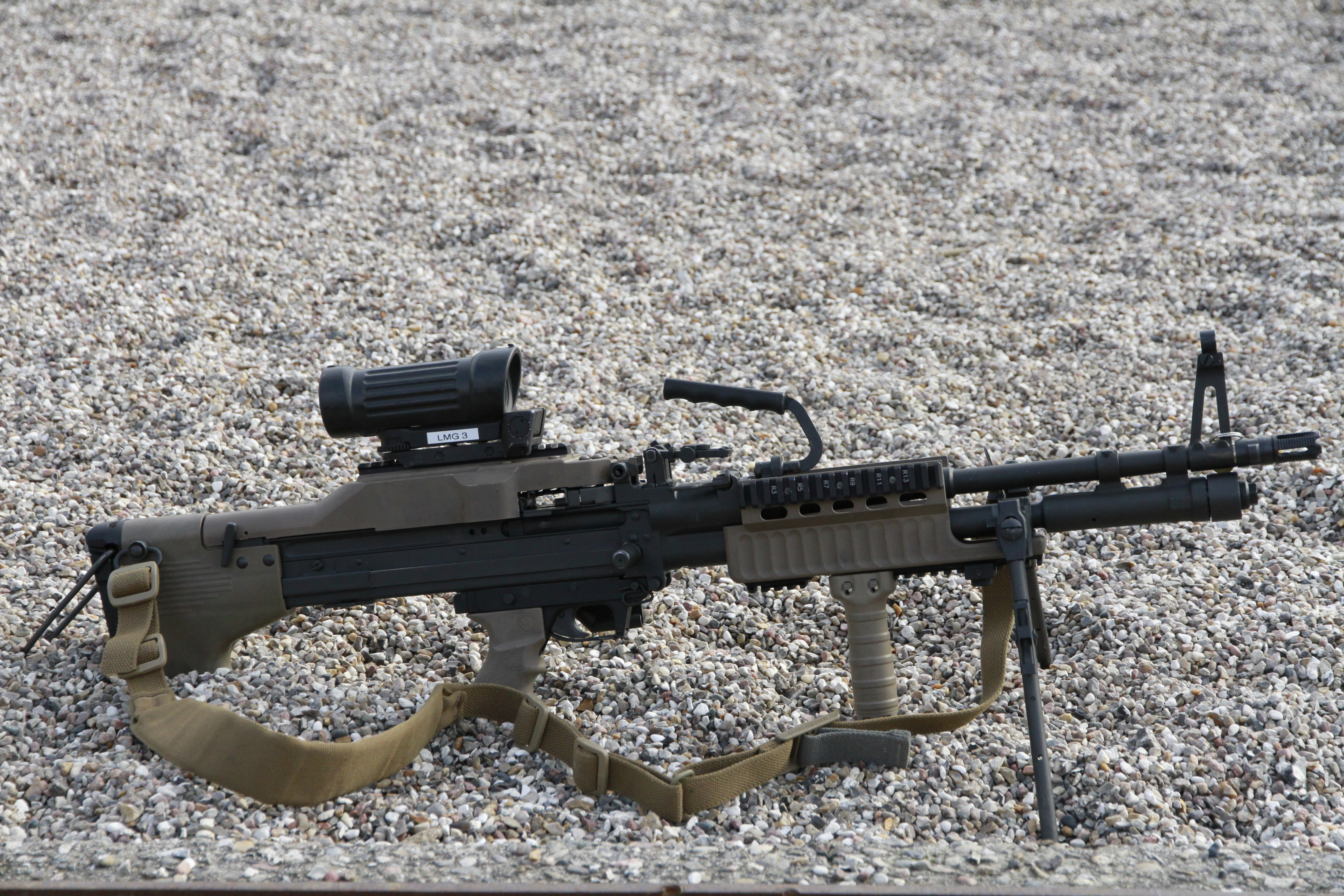
デンマーク陸軍にLMG M/60として採用されたM60E6

M60E6は、M60E4の改良版であり、M60ファミリーの最新のものである。M60E6は、2014年3月にM/62（HK MG3）に代わるデンマーク陸軍の汎用機関銃の選定時にHK121（HK MG5）に勝ち採用された。重量は、M/62より3kg（6.6lb）軽く、9.27kg（20.4lb）に減った。約500-650発/分の連射速度は、M/62の1,200発/分より大幅に低いが、制御性の良さ、精度の高さ、弾薬の節約、より多様な発砲位置で勝り、射撃中にコントロールを失うことによる付随的な損害のリスクも軽減されている。レールシステムと二脚が変更され、大幅な内部機構の改善により信頼性も向上している。

### M60B
ヘリコプターから射撃するために作られたモデルだが、機体にはマウントされず、脱落防止用の安全帯のみを接続して射撃手が保持して使用した。基本型との違いは、銃床と二脚がないことと、レシーバー後端の形が異なることである。しかし、ピストルグリップはそのまま残されており、スペードグリップにはなっていない。
M60Bはヘリコプター搭載用に改修されたモデルが制式化されるまでの短い間のみ用いられ、1960年代にM60Dに置き換えられるまでの間、少数が配備された。

### M60C

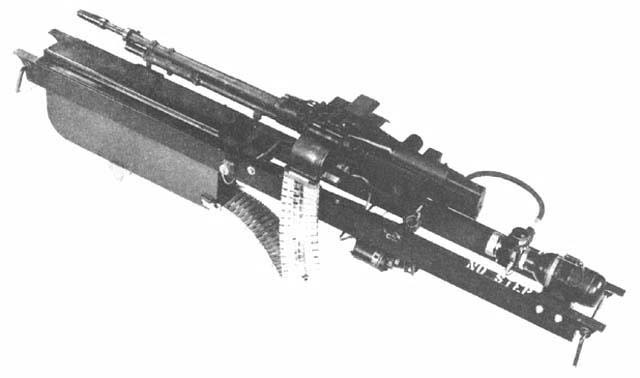
M60C機関銃

M60Cは、M60基本型の航空機搭載型である。最も大きな違いは、M60Cでは電気的制御により遠隔操作で発射することと、そのために油圧による回転装置が組み込まれていることである。
機長または副機長が、コックピットから制御することができる。空冷、ガスオペレーション、ベルトリンク給弾式である点は変わらない。これはM2、M6、M16火器システムに組み込まれた他、OH-13 スー、OH-23 レイブン、UH-1B イロコイ、OV-10 ブロンコに搭載された。

### M60D

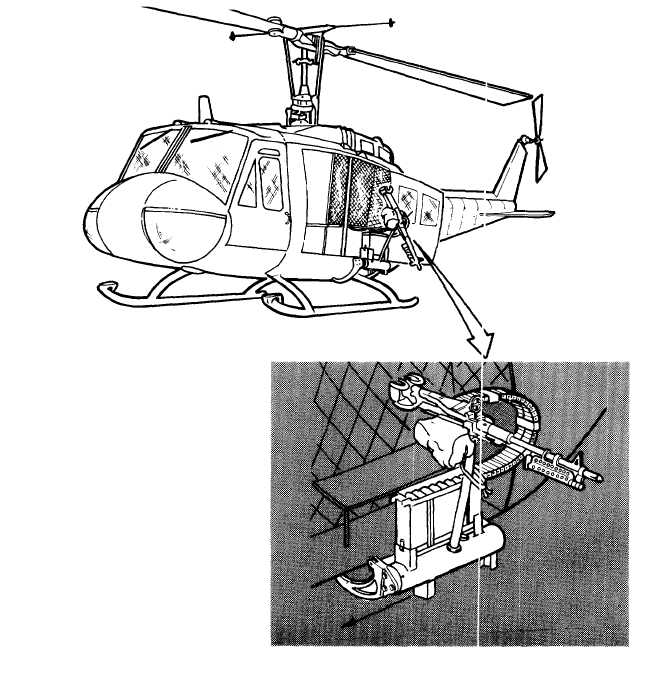
M60D機関銃

M60Dは、ヘリコプターのドアガン仕様である。M60Cのようにコックピットから遠隔操作するのではなくドア部分にマウントされ、乗員が直接目視で射撃を行う。
M60シリーズとほぼ共通であり、空冷、ガスオペレーション、ベルトリンク給弾式である。他のバージョンと異なる点としては、通常の引き金と肩当てグリップは外されて、押し金（発射ボタン）を装着した、両手で把握しながら撃つスペードグリップになっていること、照準が円形に変更されていること、メタルループなどにより給弾方式が改善されていることが挙げられる。
空薬莢や分解したリンクがヘリの回転翼やエンジン吸気口に飛散しないよう、キャンバス・バッグ式のカートキャッチャーが付いている。本銃はヘリコプターだけでなく、ボートや車両にも取り付けることができる。
M60Dは、次の機種で使われた。ACH-47Aを除き、基本的に両側のドアに取り付けられた。
- UH-1 イロコイ（M23、XM29、M59、サガミ・マウントを使用）
- CH-47 チヌーク（M24、M41 マウントを使用）
- ACH-47A（XM32、XM33 マウントを使用）
- UH-60 ブラックホーク（M144 マウントを使用）

なお、サガミ・マウント（Sagami mount）は、相模原補給廠で製作されたためにこの名がある。

## 民生用バージョン
セミオートマチック（連射不可能）にしたバージョンが、アメリカ国内で市販された。連射を不可能にするために、広範囲の箇所に修正が施された。アメリカ国内においては、アルコール・タバコ・火器及び爆発物取締局（BATFE）により、これらはベルト給弾式自動小銃として取り扱われる。しかしながら、州法や条例は適用対象となる。
サコー・ディフェンスから軍用M60と、その部品について生産委託を受けたうち主要なメーカーはU.S.オードナンスである。しかしながら、U.S.オードナンスは、生産設備を軍用に優先使用し、民生版半自動M60の販売を2006年まで延期した。民間人向け半自動M60の価格は約8,000ドルである。
多数の旧型フルオート版が市場に流通しているが、購入には多くの法的要件を満たさなければならない上に、銃の本体価格が20,000-30,000ドル以上とかなり高額になる。これは、アメリカにおける1986年以降の銃規制強化により、民間人が所持可能なフルオート武器は1986年以前に製造されたものに限られ、施行から30年以上が経過し正常に動作するフルオート武器の現存数が減っていき、プレミアがつくためである。

## 使用国
- オーストラリア - ベトナム戦争中、オーストラリアSASが使用。
- ボリビア
- ボスニア・ヘルツェゴビナ
- カンボジア
- チリ
- コロンビア
- コスタリカ
- チェコ
- コンゴ民主共和国
- デンマーク - デンマーク陸軍が2013年より、現在使用中のLMG M/62汎用機関銃の後継としてHK121と共にトライアルした結果、M60E6が後継種として採用される。
- ドミニカ共和国
- フィジー
- ギリシャ
- ハイチ
- ホンジュラス
- インドネシア
- ヨルダン
- 韓国 - 韓国軍が使用。
- リベリア
- マレーシア
- モロッコ
- ニカラグア
- パナマ
- ペルー
- フィリピン
- ポルトガル
- 台湾 - 57式機関銃としてライセンス生産し、中華民国国軍が使用。
- セントビンセント・グレナディーン
- スペイン
- スーダン
- タイ
- トリニダード・トバゴ
- チュニジア
- ウガンダ
- イギリス - イギリス空軍が使用。チヌークに搭載されている。
- アメリカ合衆国 - アメリカ軍全体が使用。陸軍と海兵隊がM240機関銃に、SEALsがMk.48に置き換えられている。
- ベネズエラ

### 民兵
- アラカン軍

## 登場作品

### 映画・テレビドラマ
『DENGEKI 電撃』
冒頭にて、テロリストが使用するベル 212のドアガンとしてE3が登場。アメリカ合衆国副大統領の車列に対しての機銃掃射に使用される。
『ウルトラゾーン』
「最後の攻撃命令」にて、全長数十メートルに巨大化されたM60が防衛軍の固定砲台として登場。キングジョーに対して使用される。
『ガバリン』
ベトナム戦争での回想シーンおよびラストにて、ビッグ・ベンの悪霊が使用した銃として登場する。
『コマンドー』
主人公のジョン・メイトリックス大佐が、敵アジトでの戦闘時にアリアス私兵が使用していたE3を奪って使用。構図の都合上、故意に映像を左右反転させた場面がある。
『地獄のデビルトラック』
暴走した無人のM274トラックに搭載されて登場。M72 LAWを使用して同じく暴走していた無人のトラックを破壊していた人物らに対して発砲する。
『地獄の黙示録』
主人公、ウィラード大尉が乗船するアメリカ海軍のPBRに搭載されており、カーツ王国民との戦闘やサンパンを臨検する際に使用するほか、アメリカ陸軍第1騎兵師団所属のUH-1に武装として連装のM60C（M6 サブシステム）とドアガンとしてM60Dが搭載されており、ベトコン拠点の村を襲撃する際に「ワルキューレの騎行」を大音量で流しながらM134 ミニガンとともに猛烈な機銃掃射を行う。
『戦火の勇気』
冒頭のアルバスラの戦いにて、主人公のナサニエル・サーリング中佐が車長を務めるM1A1 エイブラムスの車載機銃としてM60Dが登場。
『ターミネーター4』
　UH-1のドアガンとして装備されている。序盤ではジョン･コナーがT-600に襲われた際、墜落したUH-1に搭載されていた本銃をT-600に向けて乱射し、無力化する。
『ダイ・ハード3』
クライマックスにて、テロリストたちが使用するSA 341 ガゼルのドアガンとして登場。主犯格のサイモンが、主人公のジョン・マクレーンが乗るヘリコプターに向けて使用し、不時着に追い込む。
『デルタ・フォース』
デルタフォース隊員たちが使うバギーカーに搭載されており、テロリストに対して使用される。
『バイオハザードII アポカリプス』
ラクーンシティ警察特殊部隊「S.T.A.R.S.」が大通りでゾンビを食い止める際に使用。二脚を折り畳んでいる。
『ハンバーガー・ヒル』
UH-1の搭載機銃としてM60Dが登場。
終盤の丘での戦闘の際、ベトナム兵と勘違いしたガンナーがアメリカ兵に向けて凄まじい銃撃を行う。
『フォレスト・ガンプ/一期一会』
ベトナム戦争の回想に登場。フォレストが所属する小隊の分隊支援火器として雨季明けの戦闘に用いられたが、故障して動かなくなったところでロケット砲の直撃を受けて無力化される。
『ブラックホーク・ダウン』
M249とともに登場。第75レンジャー連隊のショーン・ネルソン特技下士官が分隊支援火器として使用するほか、ハンヴィーの搭載機銃としても登場する。また、ソマリア民兵も使用するが、ネルソンが使用した際と銃声が異なる。
『プラトーン』
キングやテックスのほか、第25歩兵師団の兵士が使用する。
『フルメタル・ジャケット』
S-58のドアガンナーがE1を使用。銃はキャビン内にある可動式の台座に乗せられている。また、後半に登場する兵士の1人であるアニマル・マザーは、1人で運用するために銃を右手に持ち、リンクが捻れないよう給弾ベルトを水平にして左腕にかける工夫をしている。
『プレデター』
主人公のダッチ・シェイファー少佐率いる特殊部隊のメンバーである、マック・エリオット軍曹がE3を使用。
『プレデター2』
ギャングの武器庫に保管されている他、プレデター捕獲作戦でキースの部下が使用する。
『ミート・ザ・フィーブル 怒りのヒポポタマス』
物語終盤にて、主人公のハイジが舞台上で乱射する。
『ランボー』
物語後半、主人公のジョン・ランボーが襲った州兵のトラックに積まれていた武器がM60。ランボーは、運転していた州兵から本銃が積まれていることを聞き出した上で強奪し、自分を目の敵にするウィルフレッド・ティーズル保安官が立て籠もる警察署への機銃掃射を行い、最後には待ち伏せからの銃撃を狙って屋根の吹き抜けに潜んでいたティーズルに重傷を負わせる。なお、映画の撮影時に用いられたのは、軍から貸し出された実銃である（項目参照）。
『ランボー/怒りの脱出』
物語前半、ベトナムへ潜入したランボーを回収するためタイの米軍基地から出撃した、エリクソンが操縦するUH-1の左翼に搭載されているドアガンがM60。搭乗していたライファーがランボーを追跡するベトナム人民陸軍の将兵目がけて機銃掃射を行い、迫撃砲部隊の砲撃を妨害するのに成功するが、マードック司令官の思惑によりランボーを見捨てて去ることとなった。中盤ではポドフスキー中佐率いるソ連の駐ベトナム軍事顧問団が使用するベトナム人民軍のUH-1の左翼にドアガンとしてE3が搭載され、一度は捕えられるも逃走したランボーへの攻撃に使われるが、UH-1が低空飛行した隙を突かれて機銃手を投げ落とされ、UH-1ごと奪われる。その後は捕虜救出時にランボーが銃座から取り外した本銃で戦闘を行い、終盤ではマードックへの報復として、彼の命令に従い自分を見捨てたエリクソンを本銃で殴打し、さらには「最高の兵器は肉体だ」というランボーの自説を否定したマードックが「最高の兵器」と絶賛した基地司令部のハイテク機器を片っ端から蜂の巣にした末、雄叫びを挙げながら弾が切れるまで撃ち続ける。なお、最後の射撃シーンにおいては空薬莢と使用済みの弾帯が本銃から排出される様子が精巧に描かれている。
『ワンス・アンド・フォーエバー』
アメリカ陸軍が使用。前半のフォート・ベニング基地での射撃訓練で使用されるほか、中盤以降のイア・ドラン渓谷の戦いでUH-1の乗員がドアガンとして使用したり、歩兵が敵を掃討したりなど、あらゆる局面で活用される。
『大病院占拠』
第4話にて病院を占拠した鬼たちがなぜか所持しており、神奈川県警突入部隊への反撃時に本銃を使用。どこから調達したのかは一切不明。

### アニメ・漫画
『BLACK LAGOON』
暴力協会の神父見習い、リカルドが使用する。
『エンジェル・ハート』
主要人物の1人であるファルコンが使用。
『気分はもう戦争』
主要人物の1人であるボゥイの愛銃。アフガン戦争から続けて中・ソ戦争でも使用を続けたが、ソ連大部隊と戦闘した第9話で弾切れを起こした後、弾薬入手の困難さからか56式自動歩槍に装備を変更する。
『逮捕しちゃうぞ THE MOVIE』
中盤で墨東署を襲撃したテロリストへの反撃に二階堂頼子が小早川美幸の私物のエアガンを使い反撃する。

### 小説
『特命武装検事・黒木豹介』
「黒豹列島」にて、主人公の黒木豹介が使用。
『緋弾のアリア』
メインヒロインの1人である星伽白雪がサブウエポンとして香港戦などで使用。

### ゲーム
『ブルーアーカイブ -Blue Archive-』
ミレニアムサイエンススクールの生徒会、セミナーに所属する黒崎コユキが「マリ・ガン」という名前のM60機関銃を使用、所持している。